# Емцев, Борис Тихонович
Борис Тихонович Емцев (23 декабря 1919 года, Херсон — 2 ноября 2017 года, Москва) — специалист в области гидромеханики, доктор технических наук. Заведующий кафедрой гидравлики МЭИ (1972—1982) и кафедрой гидромеханики и гидромашин (1983—1987). Заслуженный профессор МЭИ, почётный академик Академии водохозяйственных наук (1994). Участник Великой Отечественной войны.

## Биография
Борис Тихонович Емцев родился 23 декабря 1919 года в городе Херсоне. В 1941 году окончил механико-математический факультет МГУ им. М. В. Ломоносова, получил специальность "Механика" (специализация "Гидромеханика"), женился. С началом Великой Отечественной войны был с женой отправлен в эвакуацию в Сибирь. Там они преподавали в сельской школе.
С августа 1942 года был призван в ряды Красной Армии, проходил обучение в учебном полку в районе Омска, на армейских курсах младших лейтенантов. С октября 1942 по май 1945 года находился на фронте, получил офицерское звание и участвовал в боевых действиях на Волхове, в Прибалтике и Германии.
После демобилизации из армии в сентябре 1946 года стал работать на гидроэнергетическом факультете в Московском энергетическом институте. Здесь он последовательно занимал должности: младший научный сотрудник, ассистент, доцент, профессор. С 1972 года работал зав. кафедрой гидравлики МЭИ. Когда кафедра гидравлики объединилась с кафедрой гидромашин, то объединенной кафедрой гидромеханики и гидромашин до 1988 года стал заведовать также Б. Емцев.
В 1952 году защитил диссертацию на соискание ученой степени кандидата технических наук, в 1968 году защитил  докторскую диссертацию.
В 1970-х годах под его руководством были выполнены гидравлические исследования Плявиньской ГЭС, Камской ГЭС, Волжской ГЭС  и других энергетических объектов.
Борис Тихонович Емцев является автором около 100 научных работ, включая 2 монографии, учебник «Техническая гидромеханика». В 1982 году Б. Т. Емцеву было присвоено звание «Заслуженный деятель науки и техники РСФСР».  Под его руководством в МЭИ было подготовлено и защищено около 20 кандидатских диссертаций, была сформирована научная школа гидравлики.
В разное время был членом кандидатского Совета ЭнМФ МЭИ и докторского совета НИИ «Водгео», членом экспертного совета ВАК СССР, членом и председателем научно-методического совета по гидравлике Минвуза СССР, почётным членом Международной ассоциации гидравлических исследований (МАГИ), членом Советского Национального комитета (1975—1989).
Борис Тихонович Емцев скончался 2 ноября 2017 года. Похоронен на Новодевичьем кладбище (участок 3).

## Награды и звания
- Заслуженный деятель науки и техники РСФСР.
- Орден «Отечественной войны» 2-й степени.
- Орден Почёта
- Медаль «За боевые заслуги».

## Труды
- Техническая гидромеханика: Учебник для вузов. Серия: Для вузов. Машиностроение, 1987 г.
- Основы газовой динамики. 1999 г.